# تاكاهيرو كيمورا (رسام توضيحي)
تاكاهيرو كيمورا (باليابانية: 木村貴宏؛ بالكانا: きむら たかひろ) هو رسام رسوم متحركة ورسام توضيحي ياباني، ولد في 19 مايو 1964 في فوكوكا في اليابان.

## روابط خارجية
- تاكاهيرو كيمورا على موقع IMDb (الإنجليزية)
- تاكاهيرو كيمورا على موقع ميوزك برينز (الإنجليزية)
- تاكاهيرو كيمورا على موقع قاعدة بيانات الفيلم (الإنجليزية)
- تاكاهيرو كيمورا على موقع ANN person (الإنجليزية)